# فوده مانساره
فوده مانساره (انگلیسی: Fodé Mansaré؛ زادهٔ ۳ سپتامبر ۱۹۸۱) بازیکن فوتبال اهل گینه بود.
از باشگاه‌هایی که در آن بازی کرده است می‌توان به باشگاه ورزشی مون‌پلیه و باشگاه فوتبال تولوز اشاره کرد.
وی همچنین در تیم ملی فوتبال گینه بازی کرده است.